# Campania internațională „UNiTE pentru a pune capăt violenței împotriva femeilor”
În perioada cuprinsă între 25 noiembrie, Ziua internațională pentru eliminarea violenței împotriva femeii și 10 decembrie, Ziua drepturilor omului, Uniunea Europeană și Organizația Națiunilor Unite au lansat o campanie ce luptă pentru eliminarea tuturor formelor de violență împotriva femeilor. Pe parcursul celor 16 zile, numeroase organizații non-guvernamentale, asociații și comunități pun în practică proiecte, activități, campanii ce au ca scop principal reducerea violenței. 
Campania internațională „UNiTE pentru a pune capăt violenței împotriva femeilor” lansată în 2008 de către secretarul general al ONU, Ban Ki-moon, este susținută, în prezent, de succesorul său, António Guterres. Această campanie are ca scop responsabilizarea tuturor agenților ce muncesc cu sau pentru Organizația Națiunilor Unite și crearea unui spațiu propice pentru discuții în vederea depășirii provocărilor și găsirea de soluții.

## Scurt istoric
La data de 17 noiembrie decembrie 1999, Adunarea Generală a ONU a stabilit marcarea în fiecare an, la 25 noiembrie, a Zilei internaționale pentru eliminarea violenței împotriva femeilor. Cu acest prilej, Organizația Națiunilor Unite a invitat guvernele, organizațiile internaționale și neguvernamentale să organizeze campanii și activități care să sprijine scopul înlaturării violenței de orice tip împotriva femeilor. 
Inițiată și susținută de Organizația Națiunilor Unite, campania ''UNiTe pentru a pune capăt violenței împotriva femeilor'' a stabilit în 2015 o noua agendă de dezvoltare globală care vizează mediul înconjurător, progresul social și dezvoltarea economică. Agenda recunoaște importanța egalității de gen și stabilește ca și prioritate cheie ''nimeni nu va fi lăsat în urmă'' - ''no one will be left behind''.

## Tema campaniei
În fiecare an, campania a avut o altă temă, toate subliniind același ideal: lupta împotriva violenței. 
În 2017, tema campaniei a fost: ''Nu lăsa pe nimeni în urmă!'', în fiecare lună s-au organizat în diferite state membre ONU, activități, expoziții, marșuri, acțiuni civice menite să crescă conștientizarea societății civile cu privire la problema violenței. Similar anilor precedenți culoarea predominantă a fost portocaliul, culoare ce simbolizează libertatea și incluziunea. De-a lungul timpului, mai multe edificii au fost colorate în portocaliu, în timpul celor ''16 zile de activism'', pentru a surprinde solidaritatea față de problemele cu care se confruntă femeile din toate colțurile lumii. Printre aceste edificii putem aminti: ''Palatul artelor din Mexico City'', teatrul ''Scala'' din Milano, primăria din Bogota, parlamente din Bangladesh, Liberia sau Maroc. 

## Activități desfășurate pe plan internațional
Pe lângă activitățile simbolice desfășurate pe tot parcursul anului 2017, campania a stabilit domenii de acțiune pentru fiecare lună în parte, după cum urmează:
-Februarie: Violența asupra femeilor și dezvoltarea economică a acestora
-Martie: Violența împotriva femeilor cu dizabilități 
-Aprilie: Violența împotriva femeilor și fetelor indigene
-Mai: Mobilizarea resurselor pentru a pune capăt violenței împotriva femeilor
-Iunie: Violența împotriva femeilor și fetelor refugiate
-Iulie: Violența pe internet direcționată împotriva femeilor
-August: Violența împotriva femeilor aflate în crize umanitare
-Septembrie: Violența împotriva femeilor în vârstă
-Octombrie: Violența împotriva femeilor din comunitățile rurale
-Noiembrie: Campania: ''Leave no one behind:Ending violence against women and girls''
În fiecare lună au fost desfășurate activități sau campanii relevante pentru tema descrisă în perioada respectivă.
Spre exemplu, în Afghanistan, femeile nu au aceleași oportunități de muncă ca și bărbații, fiind considerate inferioare lor. În acest sens, un program inițiat de UN Women, vizează creșterea potențialului femeilor afghane și inserarea lor pe piața muncii. Printr-un program de internship, gândit pe o perioada de 6 luni, tinerele femei, care au absolvit facultatea, au urmat o serie de training-uri și ateliere menite să le ofere un start în carieră. 
Un alt exemplu relevant și pentru România este reprezentat de activitățile și programele desfășurate în luna Septembrie, o lună menită să ne atenționeze cu privire la violența împotriva femeilor în vârstă. Pe lângă acțiuni concrete, numeroase asociații precum Banca Mondială, Institutul Global pentru femei de la Universitatea din Washington sau Centrul Internațional de cercetare a femeilor au dezvoltat un ghid care explică de ce femeile în vârstă sunt deseori ținta violenței de gen. Pe lângă componenta de conștientizare a fenomenului, ghidul propune și bune practici sau soluții legislative menite să diminueze violența împotriva femeilor în vârstă. Pentru organizațiile non guvernamentale sunt propuse soluții de integrare a femeilor de toate vârstele în redactarea politiclor publice, dar și creșterea vizibilității supraviețuitoarelor prin promovarea acestora în reclame sau materiale promoționale. 

## Activități desfășurate pe plan național
În 2017, pe plan național, au fost desfășurate o serie de activități în concordanță cu tematica lunii Noiembrie. Spre exemplu, Compartimentului de Analiză și Prevenire a Criminalității și Serviciului de Ordine Publică din cadrul Inspectoratului de Poliție Județean Vrancea, au realizat activități de prevenire a cazurilor de violență împotriva femeilor la o fabrică de confecții în care majoritar este sexul feminin. În Focșani a fost realizat un vernisaj intitulat ”Nouă ne pasă !” ce a avut ca și scop conștientizarea fenomenului. 
Pe lângă activitațile desfășurate în luna Noiembrie cu scopul celebrării campaniei, Coaliția pentru egalitate de gen, a susținut la începutul anului, propuneri de modificări legislative, propuse de Institutul de Științe ale Educației privind introducerea în curricula gimnazială, dimensiunea de gen. Bazându-se pe un studiu efectuat în anul 2015, Coaliția pentru egalitate de gen ajunge la concluzia că manualele școlare, dar și curricula gimnazială în sine nu doar că resping dimensiunea de gen, ci continuă să perpetueze stereotipuri și prejudecăți cu privire la rolurile femeilor și bărbaților în societate. Astfel, se solicită organizarea unor dezbateri publice care să includă specialiști din domeniu și organizații de drepturile omului.
De asemenea, printr-un comunicat de presă, Agenția Naționala pentru Egalitate de Șanse între femei și bărbați , anunță adoptarea Strategiei Naționale 2018-2021 privind promovarea egalității de șanse între femei și bărbați și prevenirea și combaterea violenței domestice, document programatic care propune României un nou model social din perspectiva de gen, bazat pe respect, demnitate, responsabilitate, echitate și justiție socială.

## Concluzii preliminare
Campania continuă să se desfășpare și la începutul acestui an, pe plan internațional au loc numeroase evenimente și activități în concordanță cu temele propuse anul trecut. Astfel, în Egipt se continuă eforturile pentru a face străzile, locurile publice, un mediu sigur pentru femei, iar în România se dorește adoptarea unei Strategii Naționale care să includă dimensiunea de gen. În Ucraina se continuă eforturile pentru e elimina violența împotriva femeilor, pe când în Afghanistan prin campania "All Afghans for Change[nefuncțională]
", se arată dorința cetățenilor de a trăi într-o societate incluzivă, deschisă și justă, în care atât femeile cât și bărbații au parte de oportunități și șanse egale.